# 고운로
고운로(Goun-ro)는 충청남도 서산시 석남동 예천사거리에서 동문동 애향사거리 를 잇는 도로이다.

## 주요경유지
충청남도
- 서산시 (석남동 . 부춘동 . 동문동)

## 노선
| 이름           | 접속 노선                       | 소재지 | 소재지 | 비고 |
| -------------- | ------------------------------- | ------ | ------ | ---- |
| 예천사거리     | 국도 제29호선 (서해로) (충의로) | 서산시 | 석남동 |      |
| 경찰서앞사거리 | 안견로                          | 서산시 | 부춘동 |      |
| (이름없음)     | 중앙로 연당1로 관아문길         | 서산시 | 동문동 |      |
| 동문동사거리   | 안견로                          | 서산시 | 동문동 |      |
| 서동사거리     | 금남로                          | 서산시 | 동문동 |      |
| 애향사거리     | 서해로                          | 서산시 | 동문동 |      |

## 주요 건물및 시설
- GS칼텍스 광천주유소 (고운로 28/예천동 502-2)
- LG유플러스 LG유플러스 포피플 경찰서점 (고운로 64/읍내동 61-4)
- 수협 서산수협 중부지점 (고운로 91/읍내동 125-10)
- 부춘동 행정복지센터 (고운로 106/읍내동 114-13)
- 파리바게뜨 서산하나로점 (고운로 106/읍내동 114-13)
- SK텔레콤 T world 서산동문대리점 서산광장직영점 (고운로 148/읍내동 1-1)
- 농협 서산축협 하나로마트 본점 (고운로 157/동문동 795)
- 우정사업본부 서산동문동우체국 (고운로 165/동문동 797-1)
- 신한은행 서산금융센터 (고운로 168/동문동 934-4)
- CU 서산시청제2청사점(고운로 172/동문동 803-6)
- 서산시청 (고운로 177/동문동 804-8)
- KT 알파 통신동문점 (고운로 188/동문동 881-16)
- 아성다이소 서산동부시장점 (고운로 193/동문동 878-30)
- 수협 서산지점 (고운로 194/동문동 879-8)
- SK텔레콤한서대리점 본점 (고운로 202/동문동 425-6)
- 우리은행 서산지점 (고운로 214/동문동 421-6)
- CU 서산한라비발디점 (고운로 276/동문동 1259)
- CU 서산비발디점 (고운로 278/동문동 59-20)
- 한국타이어 고운로점 (고운로 298/잠홍동 769-12)
- 알뜰 서동주유소 (고운로 320/잠홍동 517-4)
- 서령버스 본사 (고운로 348/잠홍동 564-3)
- SK에너지 SK행복충전 서산자동차 충전소 (고운로 352/잠홍동 565-10)
- 농협 충서원원예농협 하나로마트 (고운로 353/잠홍동 568)